# Administracyjna służba rolna
Administracyjna służba rolna – inspektorzy rolni zatrudnieni w urzędzie gminy z zadaniem realizacji zadań naczelnika gminy w dziedzinie rolnictwa, gospodarki żywnościowej i leśnictwa.

## Powołanie administracyjnej służby rolnej
Rozporządzeniem Rady Ministrów z 1981 r. powołana została administracyjna służba rolna.
Do zadań administracyjnej służby rolnej należało:
- opracowanie planów społeczno-gospodarczych dotyczących rolnictwa, gospodarki żywnościowej i leśnictwa, budownictwa wiejskiego oraz organizowanie ich wykonanie;
- kontrola rolniczego użytkowania gruntów rolnych, w tym gruntów i nieruchomości Państwowego Funduszu Ziemi;
- załatwianie spraw w zakresie produkcji roślinnej i zwierzęcej;
- skupu i przetwórstwa rolno-spożywczego;
- ochrony i rekultywacji gruntów;
- regulowania własności gospodarstw rolnych, obrotu nieruchomościami rolnymi i przejmowania gospodarstw rolnych na własność państwa (w zakresie określonymi odrębnymi przepisami);
- korzystania z wód i gruntów przyległych do wód, wykonywania, utrzymania i eksploatacji urządzeń wodnych oraz opłat, odszkodowań i należności z tego tytułu, a także nadzorowanie działalności spółek wodnych;
- ewidencji gruntów i numeracji porządkowej nieruchomości, rozgraniczania i podziału nieruchomości rolnych i leśnych oraz wykonywanie usług geodezyjnych, dokumentacyjnych i kartograficznych;
- gospodarki leśnej w lasach nie stanowiących własności państwa, zadrzewień i łowiectwa, z zastrzeżeniem właściwości innych organów i jednostek, wynikających z odrębnych przepisów;
- współdziałanie z organizacjami rolniczymi, spółdzielczymi i samorządowymi, działającymi na terenie gminy.

## Wykaz stanowisk w administracyjnej służbie rolnej
W zależności od charakteru gminy (gminy miejsko-wiejskie i wiejskie) naczelnik gminy zatrudniał osoby na następujących stanowiskach:
- kierownika administracyjnej służby rolnej;
- inspektora do spraw gospodarki żywnościowej;
- inspektora do spraw planowania i statystyki;
- inspektora do spraw budownictwa wiejskiego;
- inspektora do spraw gospodarki ziemią;
- inspektora do spraw geodezji rolnej;
- inspektora do spraw gospodarki wodnej i melioracji;
- inspektora do spraw leśnictwa, zadrzewień i ochrony przyrody;
- referenta do spraw rolnych.

## Liczba zatrudnionych osób w administracyjnej służbie rolnej
W 1982 r. liczba zatrudnianych osób w administracyjnej służbie rolnej wyniosła 13 696 inspektorów na 2070 gmin. Najwyższy odsetek zatrudnionych fachowców w stosunku do liczby gmin odnotowano na stanowiskach inspektorów do spraw gospodarki ziemią (78,6%), inspektorów do spraw planowania i statystyki (77,6%) oraz inspektorów do spraw gospodarki żywnościowej (71,5%).